# Martin Kraler
Martin Kraler (Innsbruck, 31 de julio de 1975) es un deportista austríaco que compitió en ciclismo en las modalidades de montaña (campo a través) y ruta. Ganó una medalla de plata en el Campeonato Europeo de Ciclismo de Montaña en Maratón de 2003.

## Medallero internacional
| Campeonato Europeo | Campeonato Europeo | Campeonato Europeo | Campeonato Europeo |
| Año                | Lugar              | Medalla            | Competición        |
| ------------------ | ------------------ | ------------------ | ------------------ |
| 2003               | Graz (Austria)     | Medalla de plata   | Campo a través     |